# Stanisław Garczyński
Stanisław Garczyński herbu własnego (ur. ok. 1690, zm. 1737) – kasztelan inowrocławski i bydgoski.

## Rodzina
Syn Damiana Kazimierza (1640-1711), chorążego poznańskiego, właściciela około 20 wsi, m.in. Zbąszynia i Anny Katarzyny Radomickiej, córki Kazimierza Władysława, kasztelana kaliskiego zm. 1689.
Brat Stefana (zm. 1755), wojewody kaliskiego i poznańskiego.
Dwukrotnie żonaty. Pierwszą żonę, Katarzynę Załuską, córkę (kasztelana rawskiego Hieronima Załuskiego zm. 1714) poślubił około roku 1730. Z małżeństwa urodziła się córka Barbara (żona Jana Brzozowskiego, miecznika ciechanowskiego), synowie Józef i Mikołaj. Druga żona Wiktoria Szczawińska urodziła syna Wacława, starostę kłodawskiego.

## Pełnione urzędy
Od 1702 roku łowczy poznański. W latach 1720–1726 piastował urząd kasztelana bydgoskiego. Od 1726 do 1737 kasztelan inowrocławski. Był starostą inowłodzkim i dziedzicem dóbr majątkowych Wierzbica.
Marszałek sejmiku nadzwyczajnego województw poznańskiego i kaliskiego w 1713 roku. 